# Hetu, Chongqing
Hetu (kinesiska: 河图) är en köping i sydvästra Kina. Den ligger i stadsdistriktet Nanchuan, i storstadsområdet Chongqing, omkring 52 kilometer sydost om det centrala stadsdistriktet Yuzhong. Antalet invånare är 5 059. Befolkningen består av 2 541 kvinnor och 2 518 män. Barn under 15 år utgör 18,0 %, vuxna 15-64 år 62 %, och äldre över 65 år 19,0 %.